# Galactic Energy
Die Galactic Energy Weltraumtechnologie Peking AG (chinesisch 北京星河动力航天科技股份有限公司) ist ein privater chinesischer Raketenhersteller. Das Unternehmen mit Stammsitz im Pekinger Stadtbezirk Daxing wurde am 6. Februar 2018 vom derzeitigen Vorstandsvorsitzenden Liu Baiqi gegründet.
Es ist eines von vielen Start-up-Unternehmen, die seit der Öffnung des chinesischen Raumfahrtmarkts für Privatkapital im Jahr 2014 entstanden sind.

## Geschichte
Liu Baiqi (刘百奇) studierte an der Fakultät für Messtechnik und Optoelektronik der Universität für Luft- und Raumfahrt Peking. Nach der Promotion 2008 blieb er zunächst für drei Jahre als Dozent an der Universität und betrieb dort gleichzeitig Forschung auf dem Gebiet der Lenksysteme für Flugkörper. 2011 wechselte er zur Chinesischen Akademie für Trägerraketentechnologie, wo er als Ingenieur in der Hauptentwicklungsabteilung an Träger- und Interkontinentalraketen arbeitete.
Am 26. November 2014 veröffentlichte der Staatsrat der Volksrepublik China die „Provisorischen Leitlinien bezüglich innovativer Methoden der Ermutigung von Investitionen aus der Zivilgesellschaft in wichtige Bereiche“ (关于创新重点领域投融资机制鼓励社会投资的指导意见).
Unter Verwendung von Schlagworten wie „öffentlich-private Partnerschaft“ wurde dort in Abschnitt 7 gefordert, man müsse private Kapitalgeber dazu ermutigen, in den Aufbau einer zivilen Weltraum-Infrastruktur mit kommerziellen Kommunikations- und Fernbeobachtungssatelliten, den hierfür nötigen Trägerraketen sowie der Verwertung der Daten zu investieren.
Obwohl zum Beispiel die LinkSpace GmbH (深圳市翎客航天技术有限公司), Chinas erster privater Raketenhersteller, bereits im Januar 2014 gegründet worden war, gilt dies heute als Beginn der privaten Raumfahrt in der Volksrepublik China.
Bei den „Provisorischen Leitlinien“ handelte es sich nicht um ein verbindliches und einklagbares Raumfahrtgesetz – zu einem solchen lief 2021 immer noch der parlamentarische Entscheidungsfindungsprozess – sondern nur um eine Erklärung des Staatsrats, was politisch gewollt war. Nichtsdestotrotz wurden im Laufe des Jahres 2015 mit LandSpace und OneSpace (北京零壹空间科技有限公司) zwei weitere Firmen gegründet, die sich  mit der Entwicklung von Feststoffraketen befassten, iSpace folgte im Oktober 2016. Das technische Personal dieser Firmen bestand zum großen Teil aus Ingenieuren von staatlichen Raumfahrtunternehmen, die sich in der Privatwirtschaft ein höheres Gehalt erhofften. In der allgemeinen Euphorie wartete Liu Baiqi jedoch noch ab.
Nach sorgfältiger Analyse und Abwägung aller Faktoren kam er dann doch zu dem Schluss, dass es in einem marktwirtschaftlichen Umfeld für ein Raumfahrtunternehmen tatsächlich möglich war, einen leichten Gewinn zu erzielen. Am 6. Februar 2018 gründete er zusammen mit Xia Dongkun (夏东坤), der an der Chinesischen Universität für Wissenschaft und Technik in Hefei promoviert hatte, und weiteren Kollegen von der Akademie für Trägerraketentechnologie die Galactic Energy GmbH mit einem Stammkapital von 10 Millionen Yuan.
Die Posten des Vorstandsvorsitzenden und Geschäftsführers übernahm in Personalunion Liu Baiqi, Xia Dongkun wurde stellvertretender Generaldirektor. Als Unternehmensgegenstand gab die Firma die Entwicklung von Luft- und Raumfahrttechnologie an, dazu noch Weiterverkauf dieser Technologie ins In- und Ausland sowie entsprechende Dienstleistungen.
Im November 2022 wurde die Galactic Energy (Peking) Weltraumtechnologie GmbH in eine Aktiengesellschaft mit beschränkter Haftung umgewandelt, deren Aktien jedoch nicht an einer Börse gehandelt werden. Anfang Dezember 2022 erhielt die nun „Galactic Energy Weltraumtechnologie Peking AG“ (北京星河动力航天科技股份有限公司) genannte Firma vom  Büro der Staatlichen Marktüberwachungsbehörde (市场监督管理局) der regierungsunmittelbaren Stadt Peking die Geschäftserlaubnis.
Ende Dezember 2021 wurde der Firma genehmigt, in Zusammenarbeit mit der Universität für Luft- und Raumfahrt Peking und der Chinesischen Akademie der Wissenschaften Postdoktoranden die Möglichkeit zu bieten, in ihren Einrichtungen wissenschaftliche Forschungsarbeiten durchzuführen.

## Innovations-, Entwicklungs- und Produktionsbasis für kommerzielle Trägerraketen der neuen Generation
Kurz nach der Gründung der Firma im Februar 2018 wurde Liu Baiqi von der Kommission für Entwicklung und Reform der Stadt Chengdu (成都市发展和改革委员会) kontaktiert, die seit Anfang des Jahres mit den Planungen für ein Industriegebiet in Jianyang, 50 km südöstlich des Stadtzentrums befasst war. Die Kommission hatte beschlossen, dass auf dem Areal in Reichweite des damals noch im Bau befindlichen Chengdu Tianfu International Airport vor allem Raumfahrtindustrie angesiedelt werden sollte – das Projekt erhielt den Namen „Industriegebiet für Luft- und Raumfahrt Chengdu“ – und fand, dass Galactic Energy in das industrielle Ökosystem des Gebiets passen würde. Liu Baiqi seinerseits war der Ansicht, dass Galactic Energy von den in dem Industriegebiet angesiedelten Zulieferfirmen profitieren könnte. Nachdem die Kommission für Entwicklung und Reform die Kosten für Infrastruktur wie Strom- und Wasseranschlüsse bis zu einer Höhe von 70 % des Grundstückspreises übernahm,  entschied sich Galactic Energy, in Jianyang mit einer Gesamtinvestition von 1,5 Milliarden Yuan eine Innovations-, Entwicklungs- und Produktionsbasis für kommerzielle Trägerraketen der neuen Generation (新一代商业运载火箭创新研发生产基地) mit einer Produktionskapazität von 20 Raketen pro Jahr zu errichten.
Baubeginn für die ersten Werkhallen war am 28. Oktober 2021, die Endmontage des am 7. Dezember 2021 gestarteten Exemplars der Feststoffrakete Ceres-1 fand bereits in Sichuan statt.

## Geschäftsfelder
Stand 2021 ist Galactic Energy mehr eine Entwicklungs- als eine Produktionsfirma, sie hat nur etwas über 100 festangestellte Mitarbeiter, 90 % davon allerdings mit mehr als fünf Jahren Erfahrung in der Raumfahrtindustrie. Für einzelne Projekte werden zusätzliche Experten beschäftigt.
Das Hauptprodukt ist die Feststoffrakete Ceres-1, die am 7. Dezember 2021 bei ihrem zweiten Flug fünf Satelliten in eine sonnensynchrone Umlaufbahn von 500 km Höhe brachte. Damit wurde Galactic Energy das erste der chinesischen Start-Ups, dem es gelang, mit einer selbst entwickelten Rakete zweimal den Orbit zu erreichen.
Die Firma betreibt einen beträchtlichen Aufwand, um die Zuverlässigkeit der Ceres-1 sicherzustellen – bis zum ersten Fehlschlag am 21. September 2023 waren neun von neun Starts erfolgreich – insbesondere was das für das Einschwenken in den korrekten Orbit zuständige Flüssigkeitstriebwerk der vierten Stufe sowie das bei allen vier Stufen zum Einsatz kommende Lageregelungstriebwerk betrifft.
Letzteres wird seit dem am 9. August 2022 gestarteten dritten Exemplar der Ceres-1 weitgehend im 3D-Druck hergestellt.
Stand 2022 ist Galactic Energy das einzige der privaten Raumfahrtunternehmen, das Triebwerkstests in einer Vakuumkammer durchführt.
Parallel dazu arbeitet Galactic Energy seit 2019 an der flüssigkeitsgetriebenen Trägerrakete Pallas-1, deren erste Stufe in fernerer Zukunft mit Hilfe von Gitterflossen und bis auf 40 % der Schubkraft herunterregelbaren Triebwerken senkrecht landen und bis zu 50 mal wiederverwendbar sein soll.
Zum Vergleich: bei der in Entwicklung befindlichen Changzheng 8R der Akademie für Trägerraketentechnologie können die Triebwerke auf 65 % gedrosselt werden, dort strebt man eine zehnmalige Wiederverwendung an.
Als Haupteinsatzgebiet für die Pallas-1 sieht Galactic Energy den Transport von Satelliten der China Satellite Network Corporation und anderer Firmen, die Satellitenkonstellationen in erdnahen Umlaufbahnen aufbauen.
Bei einer maximalen Nutzlast von 230 kg für eine sonnensynchrone Umlaufbahn sind die mit der Ceres-1 generierbaren Einnahmen begrenzt. Anders als zum Beispiel LinkSpace in Qinghai oder die Akademie für Trägerraketentechnologie in Shandong verfügt Galactic Energy über keinen eigenen Startplatz, sondern benutzt das Kosmodrom Jiuquan der Volksbefreiungsarmee, für dessen Benutzung Gebühren zu entrichten sind.
Stand 2021 finanziert sich die Firma vor allem durch die Aufnahme neuer Gesellschafter, vor allem von Lokalregierungen betriebene Investmentgesellschaften. Schon vor dem Erstflug der Ceres-1 am 7. November 2020 hatte man das Stammkapital in mehreren Schritten auf 17,64 Millionen Yuan erhöht, anderthalb Monate danach dann auf 19,17 Millionen.
Neben Trägerraketen arbeitet Galactic Energy auch an Zieldarstellungsdrohnen der Jifeng-Familie (疾风系列, „Starker Wind“). Das erste Modell der Familie, die Jifeng-1, ist ein mit Überschallgeschwindigkeit fliegender Marschflugkörper mit Feststoffantrieb. Ein erster Flugversuch fand Anfang April 2023 statt.
Anfang Juni 2023 wurde die Jifeng-1 auf einer Basis in Nordwestchina der Volksbefreiungsarmee vorgestellt. Dabei wurde ein gegnerischer Marschflugkörper simuliert, der die chinesische Luftabwehr durchbrochen hatte und dicht über dem Boden auf sein Ziel zuflog.
Während die Triebwerke für die Ceres-1 von der staatlichen Akademie für Feststoffraketentriebwerkstechnik zugekauft werden, verwendet die Jifeng-1 ein von Galactic Energy auf seiner Entwicklungs- und Produktionsbasis für Feststoffflugkörper der neuen Generation (新一代固体飞行器研发生产基地) in Ziyang, östlich von Chengdu selbst entwickeltes Feststofftriebwerk der Guangnian-Familie (光年系列, „Lichtjahr“). Bei dem Test Anfang Juni 2023 konnte die Firma demonstrieren, dass ihre Drohne auch bei wechselnden Wetterbedingungen und elektromagnetischen Störversuchen mit hoher Präzision in der vorgegebenen Höhe und Richtung flog, ihre Fluglage stabil beibehielt und Daten sicher übermittelte.

## Konkurrenz
In China gibt es seit der Öffnung des chinesischen Raumfahrtmarkts für Privatkapital im Jahr 2014 zwar eine ganze Reihe von privaten Raumfahrtunternehmen, die versuchen sich auf dem Markt für Trägerraketen zu betätigen, Stand 2023 gelang es neben Galactic Energy jedoch nur drei weiteren Firmen (iSpace, Space Pioneer und LandSpace) die Erdumlaufbahn zu erreichen. Konkurrenz erwächst Galactic Energy aus der halbstaatlichen CAS Space, einer  Ausgründung der Chinesischen Akademie der Wissenschaften, die mit der Feststoffrakete Lijian-1 bislang rein wissenschaftliche Nutzlasten ins All befördert, außerdem aus der ExPace GmbH, einer Tochterfirma des staatlichen Rüstungskonzerns China Aerospace Science and Industry Corporation, die die Kuaizhou-Raketen herstellt, und der Chinarocket GmbH, Tochterfirma der Chinesischen Akademie für Trägerraketentechnologie und Vermarkter der Jielong-3. Chinarocket hat mit gut 50 Mitarbeitern zwar einen ähnlich niedrigen Personalstand wie Galactic Energy, kann aber auf die Werkstätten und Infrastruktur des Mutterkonzerns zurückgreifen. Neben diesen kommerziellen Raketen gibt es auch die Changzheng 11 der Akademie für Trägerraketentechnologie und die Changzheng 6 der Shanghaier Akademie für Raumfahrttechnologie, die ähnliche Nutzlasten in ähnliche Umlaufbahnen befördern wie die Ceres-1. Dabei hatten die Staatsbetriebe lange Zeit den strategischen Vorteil, über die China Great Wall Industry Corporation auch ausländische Kunden akquirieren zu können, etwas, das privaten Firmen verwehrt war.
Um dieses Monopol zu umgehen, unterzeichnete Galactic Energy am 13. Mai 2021 ein Kooperationsabkommen mit der China Volant Industry GmbH, international bekannt als VOLINCO, einer Tochtergesellschaft der China Aerospace Science and Industry Corporation. Die beiden Firmen vereinbarten, ab 2022 mit der Ceres-1 Satellitenstarts für ausländische Kunden durchzuführen.
Die Akquise gestaltete sich jedoch schwieriger als gedacht. Bei den 33 Satelliten, die Galactic Energy bis zum 5. September 2023 mit neun Flügen ins All gebracht hatte, handelte es sich durchwegs um chinesische Kunden.
Eine weitere Möglichkeit, in den internationalen Markt vorzudringen, bot sich Anfang Juli 2023, als eine Delegation der Saudischen Weltraumbehörde (arabisch وكالة الفضاء السعودية wikāla li-l-faḍāʿ is-saʿūdīya, SSA) unter der Leitung von deren Direktor Abdullah bin Amer Al-Swaha, seit 2017 Minister für Kommunikation und Informationstechnik, Peking besuchte. Vertreter von Galactic Energy diskutierten mit der saudischen Delegation Möglichkeiten für eine Zusammenarbeit, wobei letztere in einem weiteren Treffen allerdings auch mit der Konkurrenzfirma iSpace sprach.
Die saudi-arabischen Forschungsorganisation König-Abdulaziz-Stadt für Wissenschaft und Technologie (KACST), deren Direktor Abdullah Al-Swaha seit 2021 ebenfalls ist, hatte die Kamera entwickelt, die 2018 mit dem Kleinsatelliten Longjiang-2 zum Mond flog.

## Tochterfirmen
Stand 2023 besitzt Galactic Energy fünf Tochterfirmen, alles Gesellschaften mit beschränkter Haftung und teilweise beträchtlichem Stammkapital:
- Galactic Energy Gerätetechnik GmbH, Peking (北京星河动力装备科技有限公司), 300 Millionen Yuan
- Galactic Energy Gerätetechnik GmbH, Chizhou (安徽星河动力装备科技有限公司), 100 Millionen Yuan[31][19]
- Galactic Energy Raumfahrttechnologie GmbH, Peking (北京星河动力航天科技有限公司), 20 Millionen Yuan
- Galactic Energy Weltraumtechnologie GmbH, Jinhua (浙江星河动力空间科技有限公司), 20 Millionen Yuan[32]
- Galactic Energy Weltraumtechnologie GmbH, Changsha (长沙星河动力空间科技有限公司), 18 Millionen Yuan[1]